# Charles Strite
Charles Perkins Strite (ngày 27 tháng 2 năm 1878 tại Iowa – ngày 18 tháng 10 năm 1956) là nhà phát minh người Mỹ nổi tiếng nhờ chế tạo máy nướng bánh mì dạng bật lên.
Ông được cấp bằng sáng chế số 1.394.450 từ Văn phòng Sáng chế và Nhãn hiệu Hoa Kỳ vào ngày 18 tháng 10 năm 1921 dành cho máy nướng bánh mì dạng bật lên.